# Flugplatz Vercelli

i7
i11
i13
Der Flugplatz Vercelli (ital. Aeroporto di Vercelli “Carlo del Prete”) ist ein italienischer Flugplatz in der Region Piemont. Er befindet sich am südlichen Stadtrand von Vercelli.

## Infrastruktur und Nutzung
Der in der Po-Ebene gelegene Flugplatz hat eine 560 Meter lange und 23 Meter breite Graspiste mit der Ausrichtung 09/27. Nördlich davon verläuft eine parallele Rollbahn zu kleinen asphaltierten Vorfeldern, Hangars und sonstigen Abfertigungseinrichtungen im Nordosten des Flugplatzgeländes. Der Flugplatz dient der Allgemeinen Luftfahrt, betrieben wird er vom Aero Club Vercelli, der vor Ort auch eine Flugschule unterhält. Von Bedeutung ist auch der Fallschirmsport.

## Geschichte
Der Flugplatz wurde 1928 auf einem Grundstück der Provinz Vercelli eröffnet und zivil genutzt, diente aber auch als militärischer Ausweichflugplatz. Vor Ort wurden ein Luftsportverein und eine Flugschule gegründet, sowie das kleine Flugzeugbau-Unternehmen Anonima Vercellese Industria Aeronautica, kurz AVIA, das kleine Schulflugzeuge herstellte. Der Flugplatz wurde nach Carlo del Prete benannt, einem Militärpiloten, der mit Francesco De Pinedo und Arturo Ferrarin mehrere Rekordflüge nach Afrika, Süd- und Nordamerika unternahm.